# Gavin Rylands de Beer
Sir Gavin Rylands de Beer (* 1. November 1899 in Malden, Surrey, heute Teil von Greater London, England; † 21. Juni 1972 in Alfriston, Sussex, England) war ein englischer Zoologe und Morphologe.

## Leben
De Beer ging in Paris zur Schule (École Pascal) und besuchte in dieser Zeit häufig die Schweiz, woraus sich eine lebenslange Faszination für die Alpen und die Schweiz ergab, die sich auch in mehreren Büchern niederschlug. Er studierte an der Universität Oxford Zoologie mit dem Abschluss 1921. Zu seinen Lehrern gehörten J. B. S. Haldane, Edwin Stephen Goodrich und Julian Huxley. Er wurde Fellow des Merton College in Oxford und lehrte von 1926 bis 1938 in Oxford und ab 1938 als Reader am University College London, ab 1945 als Professor für Zoologie. Im Zweiten Weltkrieg arbeitete er für den Geheimdienst und in der psychologische Kriegführung und diente zeitweise (wie im Ersten Weltkrieg) bei den Grenadier Guards. Er war von 1950 bis 1960 Direktor des British Museum of Natural History. Im Ruhestand ab 1960 lebte er in der Schweiz, kehrte aber 1971 nach England zurück.
Bekannt ist er für seine Beiträge zur experimentellen Embryologie, Anatomie und Evolution. De Beer analysierte Entwicklungsprozesse und schrieb dazu Introduction to Experimental Embryology (1926); ein wichtiger Beitrag zu diesem Thema war auch Development of the Vertebrate Skull (1935). Aus seiner Beschäftigung mit experimenteller Embryologie in den 1920er und 1930er Jahren entstand ein Buch mit Julian Huxley, einem seiner Lehrer. Er betonte die Bedeutung von Heterochronie in der Evolution, speziell Pädomorphose und Neotenie, das heißt Änderungen in der frühen Entwicklung der Individuen, die sich nicht im Fossilbestand ausgewachsener Exemplare niederschlagen und so zu scheinbaren Sprüngen in der Evolution beitragen.
Aus seiner Beschäftigung mit der Evolution der Vögel (speziell Archaeopteryx) entstanden Beiträge zur Theorie der Mosaikevolution.
1940 wurde er als Mitglied („Fellow“) in die Royal Society gewählt, die ihn 1958 mit der Darwin-Medaille auszeichnete. Seit 1952 war er korrespondierendes Mitglied der Académie des sciences. 1954 wurde er zum Ritter geschlagen. 1958 wurde ihm die Linné-Medaille der Linnean Society of London verliehen, deren Präsident er 1946 bis 1949 war. Gavin Rylands de Beer wurde 1968 mit dem Kalinga-Preis für die Popularisierung der Wissenschaft ausgezeichnet.
Er schrieb auch Bücher über Hannibal, die Alpen und Reisende in den Alpen, die Erstbesteigung des Mont Blanc, Jean-Jacques Rousseau, Edward Gibbon.
De Beer vertrat als Erster die These, dass Hannibals Alpenüberquerung über den Col de la Traversette verlief. Diese These wurde bestärkt durch den Bericht von Mahaney et al. im Jahr 2016, der zeigte, dass am Col de la Traversette Sedimente lagerten, die durch „die konstante Bewegung von Tausenden von Tieren und Menschen“ entstanden waren und auf die Zeit von Hannibals Invasion datiert werden konnten.

## Werke (Auswahl)
- Embryology and Evolution, Oxford: Clarendon Press 1930.
- Embryos and Ancestors, Oxford, Clarendon Press, 1940, 3. Auflage 1958
- Vertebrate Zoology: an Introduction to the Comparative Anatomy, Embryology and Evolution of Chordate Animals, London: Sidgwick and Jackson 1928, 1962, 1967
- Archaeopteryx Lithographica, British Museum of Natural History 1954
- A Handbook on Evolution, 4. Auflage, British Museum of Natural History 1970
- mit Julian Huxley: The Elements of Experimental Embryology, Oxford, Clarendon Press 1934, 1963
- Introduction to Experimental Embryology, Oxford, Clarendon Press 1926
- Atlas of Evolution, London: Nelson 1964
  - Deutsche Ausgabe: Bildatlas der Evolution, Bayerischer Landwirtschaftsverlag 1966
- Charles Darwin: Evolution by natural selection, London: Nelson 1963, Greenwood Press 1976
- The Development of the Vertebrate Skull, Oxford: Clarendon Press 1937, University of Chicago Press 1985
- Reflections of a Darwinian: Essays and Adresses, Nelson 1962

Außerhalb der Biologie:
- Sciences were never at war, London: Nelson 1960
- Hannibal, challenging Rome´s supremacy, Viking Press 1969
- Hannibal: the struggle of power in the mediterranean, Thames and Hudson 1969
  - Deutsche Übersetzung Hannibal- ein Leben gegen Rom, Heyne Verlag 1991
- Gibbon and his world, Viking Press 1968
- Jean-Jacques Rousseau and his world, New York: Putnam 1972
- Alps and Men, London: E. Arnold 1932
- Early travellers in the Alps, Sidgwick and Jackson 1930
- Alps and Elephants: Hannibal´s March, London: Dutton 1956
- Escape to Switzerland, Penguin 1945
- Sir Hans Sloane and the British Museum, Oxford University Press 1953
- Travellers in Switzerland, Oxford University Press 1949
- mit Graham Brown Thomas: First Ascent of Mont Blanc, Oxford University Press 1957
- Speaking of Switzerland, Eyre and Spottiswoode 1952